# Блошница дизентерийная
Блошни́ца дизентери́йная, или Блошница боло́тная, или Блошница проно́сная (лат. Pulicária dysentérica) — многолетнее травянистое растение; вид рода Блошница (Pulicaria) семейства Астровые (Asteraceae).

## Ботаническое описание

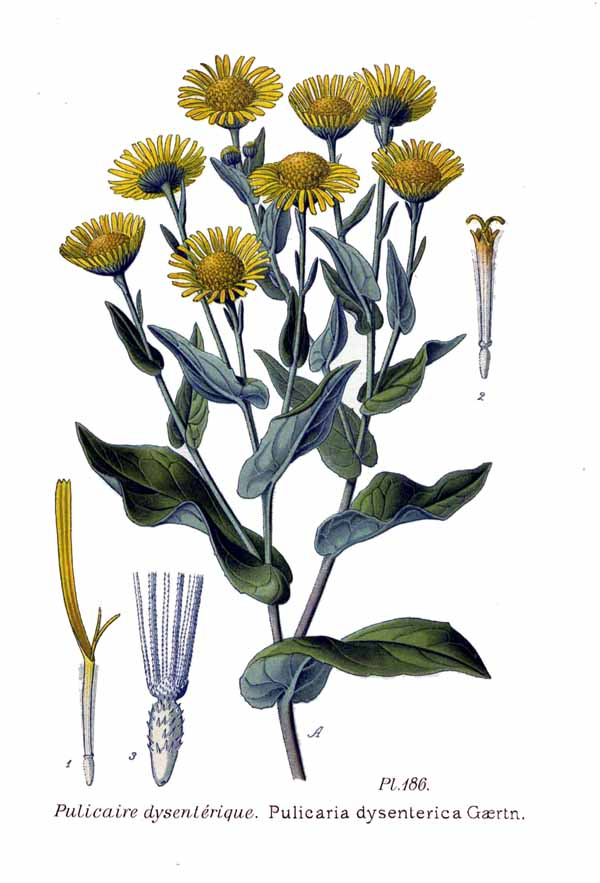

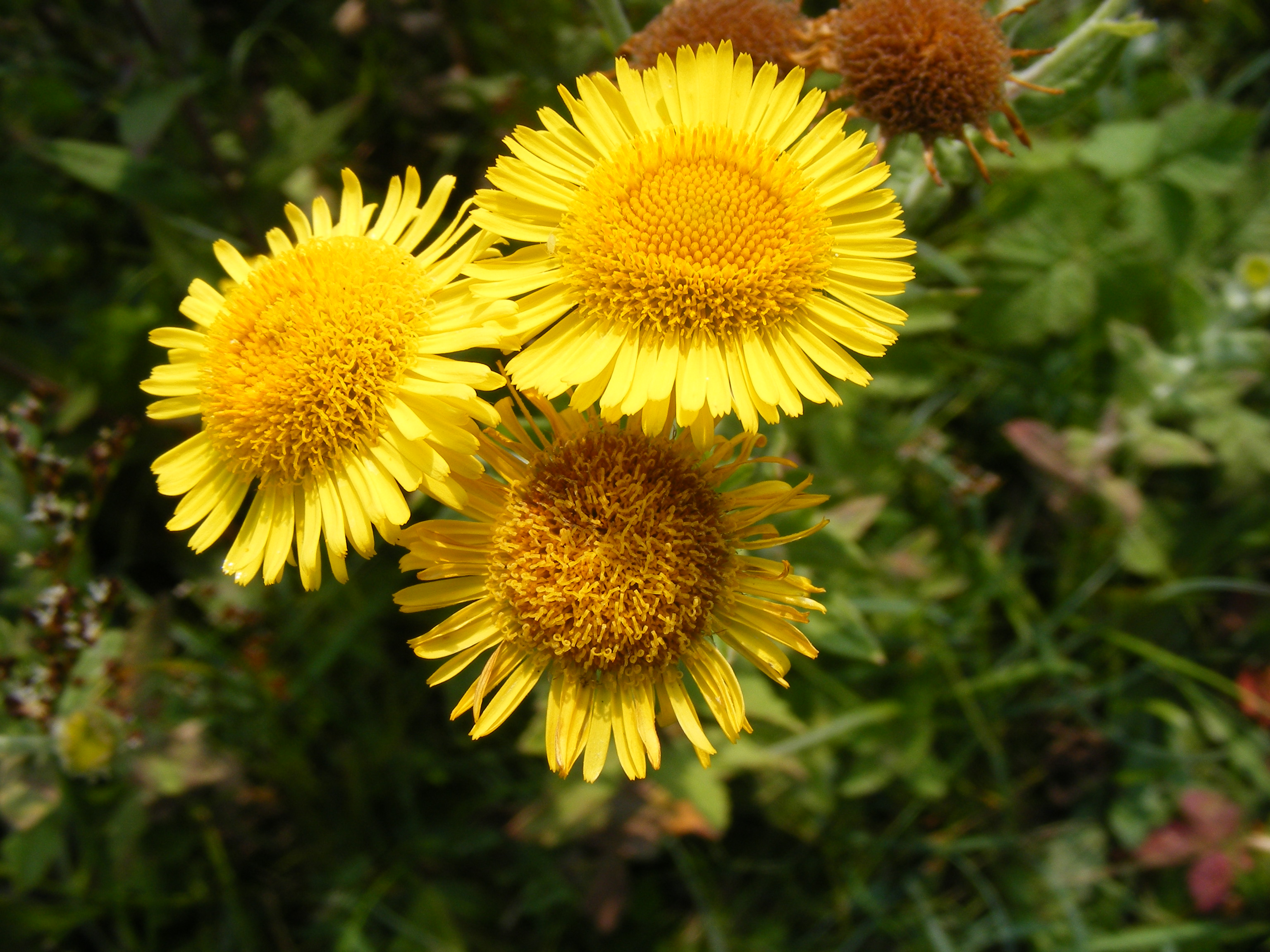
Цветки

Многолетник. Корневище довольно толстое ползучее, выпускающее короткие побеги.
Стебель 20—60 см высотой, прямостоячий, лишь в верхней части или от середины не густо метельчато-ветвистый, шерстисто-войлочный (как и ветви) и рассеянно мелко- и сидяче-желёзистый, в нижней части менее густо опушённый.
Листья мягкие, 1,7—5,5 (6,0) см длиной, 0,7—2,0 (2,3) см шириной, верхние более мелкие, самые нижние продолговатые или даже обратноланцетные, сидящие на суженном основании, прочие стеблевые листья ланцетные сидячие, с ушковатым глубоко сердцевидным и слегка стеблеобъемлющим основанием, на верхушке островатые или туповатые, притом очень коротко остроконечные.
Корзинки в числе 3—15 (20) на одном растении, в рыхлых щитковидных или кистевидных соцветиях на довольно длинных шерстистоойлочных цветоножках 2—6 см длиной; обёртка полушаровидная, 1,1—1,5 см в диаметре; язычковые краевые цветки вдвое превышают обёртку и почти втрое длиннее трубчатых дисковых цветков, внешних язычковых цветков (8) 9—11 мм длиной, более чем вдвое длиннее столбика и внутреннего ряда хохолка, снаружи, главным образом в верхней части, рассеянно-желёзистые; язычки отогнутые, 1—1,3 мм шириной, с четырьмя продольными жилками; трубчатые венчики срединных цветков 3,5—4,5 мм длиной, немного длиннее внутреннего ряда хохолка, с немного выставляющимися из трубки веточками столбика и верхушками пыльников, снаружи, обычно вверху, рассеянно желёзистые.
Семянка 1,25—1,5 мм длиной, 0,3—0,4 мм шириной, в два — три раза короче внутренних щетинок хохолка, продолговатая и слегка сжатая продольно-ребристая, в верхней половине по рёбрышкам покрыта негустыми короткими щетинистыми волосками; внутренний ряд хохолка семянок состоит из 15—22 зазубренно-шероховатых волосков 3—4,3 мм длиной, наружная коронка около 0,25 мм длиной.
Растение с неприятным запахом.

## Распространение и местообитание
Скандинавия, Центральная и Восточная Европа, Средиземноморье, Балканы.
Растёт по канавам и у дорог, на влажных лугах и в зарослях кустарников, по краям болот, по берегам ручьёв, а также на засолённых почвах.

## Значение и применение
В народной медицине употребляется как лечебное средство против дизентерии; при этом вид входит в «Перечень растений и продуктов их переработки, запрещённых для реализации населению в составе биологически активных добавок к пище на территории Таможенного союза» и внесён в список растений, содержащих сильнодействующие, наркотические или ядовитые вещества.

## Охранный статус
Решением Луганского областного совета № 32/21 от 03.12.2009 г. входит в «Список регионально редких растений Луганской области».